# Torre del Úlster
La Torre del Úlster, ubicada en Thiepval, Francia, es un Monumento Nacional de Guerra. Fue el primer monumento que se erigió en el frente occidental y conmemora a los hombres de la 36ª División (Úlster) y a todos los del Úlster que sirvieron en la Primera Guerra Mundial. El monumento se inauguró oficialmente el 19 de noviembre de 1921 y es una copia muy fiel de la Torre de Helen que se encuentra en los terrenos de Clandeboye Estate, Condado de Down, Irlanda del Norte.